# Jana Kulan

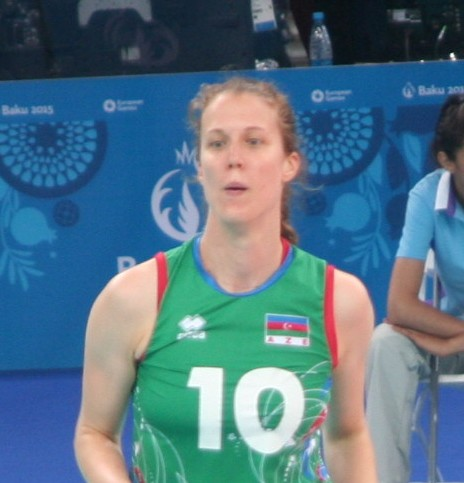
Jana Matiašovská-Ağayeva reprezentantką Azerbejdżanu na Igrzyskach Europejskich 2015

Jana Kulan znana, także jako Jana Matiašovská-Ağayeva (ur. 7 lipca 1987 na Słowacji) – azerska siatkarka pochodzenia słowackiego, reprezentantka Azerbejdżanu. Występuje na pozycji atakującej lub przyjmującej, w sezonie 2014/2015 była zawodniczką Atomu Trefla Sopot, jednak chcąc grać w podstawowym składzie postanowiła przenieść się do tureckiej ligi do klubu Çanakkale Belediyespor Kulübü, gdzie zastąpiła kontuzjowaną Kingę Kasprzak.
Podczas ostatniego meczu finałowego w japońskiej lidze V.League z drużyną Toray Arrows przeciwko Hisamitsu Springs zdobyła 60 pkt. Pobiła rekord świata zdobytych punktów podczas meczu. Poprzedni punktowy rekord świata należał do innej siatkarki z Azerbejdżanu Poliny Rəhimovej, która w 2015 roku punktowała 58 razy w ligowym meczu Toyota Auto Body Queenseis i Hitachi Rivale ligi japońskiej.

## Przebieg kariery
| Lata                      | Klub                                |
| ------------------------- | ----------------------------------- |
| 2005–2009                 | Louisville Cardinals                |
| 2009–2010                 | Urałoczka Jekaterynburg             |
| 2010–2011                 | Azerrail Baku                       |
| 2011–2012                 | Azəryol Baku                        |
| 2012–2013                 | Hyundai Hillstate                   |
| 2013–2014                 | Azəryol Baku                        |
| 2014–2014 (do 15.12.2014) | Atom Trefl Sopot                    |
| 2014–2015 (od 25.12.2014) | Çanakkale Belediyespor Kulübü       |
| 2015–2016                 | Beijing BAW                         |
| 2016–2016 (od 11.01.2016) | Balıkesir Büyükşehir Belediyespor   |
| 2017–2018                 | Beylikdüzü Voleybol Ihtisas Stambuł |
| 2018–2023                 | Toray Arrows                        |
| 2024–2024                 | Binh chủng Thông tin                |
| 2024– (od 27.12.2024)     | Nilüfer Belediyespor                |

## Sukcesy klubowe
Puchar Challenge:
- 2011

Liga azerska:
- 2011, 2014

Liga południowokoreańska:
- 2013

Liga japońska:
- 2019, 2021, 2023[6]
- 2022[7]

Puchar Kurowashiki:
- 2019

## Nagrody indywidualne
- 2019: MVP Pucharu Kurowashiki